# Handorf (Peine)
Handorf ist ein Dorf und südlicher Ortsteil der Stadt Peine im Landkreis Peine in Niedersachsen.

## Geographie
Der Ort liegt inmitten mehrerer Kiesteiche zwischen der B 65 und der B 444. Im Osten verläuft die Fuhse.
Handorf liegt im äußersten Nordteil der Hildesheimer Börde. Direkt südlich des Mittellandkanals.
Dies ist der Übergang von den schweren, guten Bördeböden des Peiner Südkreises zu den sandigeren, weniger ertragreichen Böden des Peiner Nordkreises.
Im Westen und Nordwesten des Ortes befindet sich die Handorfer Seenplatte. Ein Teil des Landschaftsschutzgebietes Fuhseniederung zieht sich von der Fuhse über vier Waldstücke: Angrenzend zur Seenplatte befindet sich im Südwesten des Ortes das Handorfer Holz, übergehend in das Bültener Holz. Westlich der Seenplatte liegen Heers und Heistern. Im Überschwemmungsgebiet der Fuhse verläuft südöstlich Handorfs die Beeke linksseitig entlang der Fuhse und mündet dann in diese.
Die Seenplatte wurde als wertvoller Bereich für Gastvögel erfasst, an der Fuhse wertvolle Bereiche für Brutvögel. Teile von Heistern und Heers sowie ein Uferbereich des großen Kiesteichs im Westen wurden in die landesweite Biotopkartierung aufgenommen, da es dort unter anderem Nutzungsbedingte Eichen-Mischwälder auf Standorten mesophiler Buchenwälder kalkärmerer Böden beziehungsweise Feuchtgebüsche schmalblättriger Weiden in Auen und Nährstoffreiche Niedermoore oder Sümpfe gibt.

## Geschichte
Erste urkundliche Erwähnung findet der Ort im Jahr 1146 als „Hattendorp“, später wurde er auch „Haddendorp“ genannt. Handorf wurde 1302 zur selbständigen Pfarre.
Handorf wurde bereits am 1. Juli 1968 ein Ortsteil der Stadt Peine.

## Politik

### Ortsrat
Der Ortsrat, der Handorf vertritt, setzt sich aus fünf Mitgliedern zusammen. Die Ratsmitglieder werden durch eine Kommunalwahl für jeweils fünf Jahre gewählt.
Bei der Kommunalwahl 2021 ergab sich folgende Sitzverteilung:
| Ortsrat 2021Insgesamt 7 Sitze - SPD: 2 - Wir!: 4 - CDU: 1 |

### Ortsbürgermeister
Nach dem Rücktritt von Annika Katschinski (SPD) im Mai 2017 war Udo Fiesel (SPD) kommissarischer Ortsbürgermeister. Aktuell (Stand: Dezember 2021) ist Manfred Siemon (WGWfH) Ortsbürgermeister.

### Wappen
Das Wappen zeigt auf einem roten Schild eine goldene Scheibe mit Ornamenten oberhalb von einem goldenen Wellenband im Schildfuß. Die Scheibe weist auf einen entsprechenden Fund von bronzezeitlichen Gürtelschmuckplatten am Ort hin, die zu einem Hort aus der Zeit vor rund dreieinhalbtausend Jahren gehörten. Die goldene Wellenlinie symbolisiert die in der Nähe verlaufende Fuhse. Die Farben Rot-Gold verdeutlichen die jahrhundertelange Zugehörigkeit zum Hochstift Hildesheim.
Das Wappen wurde am 16. Oktober 1951 durch den niedersächsischen Innenminister genehmigt, der Entwurf stammt von Rudolf Dehnke.

## Kultur und Sehenswürdigkeiten
- Südlich des Ortes steht die 1864 erbaute Holländerwindmühle, die heute – ohne ihre Flügel – nicht mehr betrieben wird.
- Im Norden des Dorfes steht die Pfarrkirche, die Pfarre löste sich 1302 von der Kirche in Berkum.

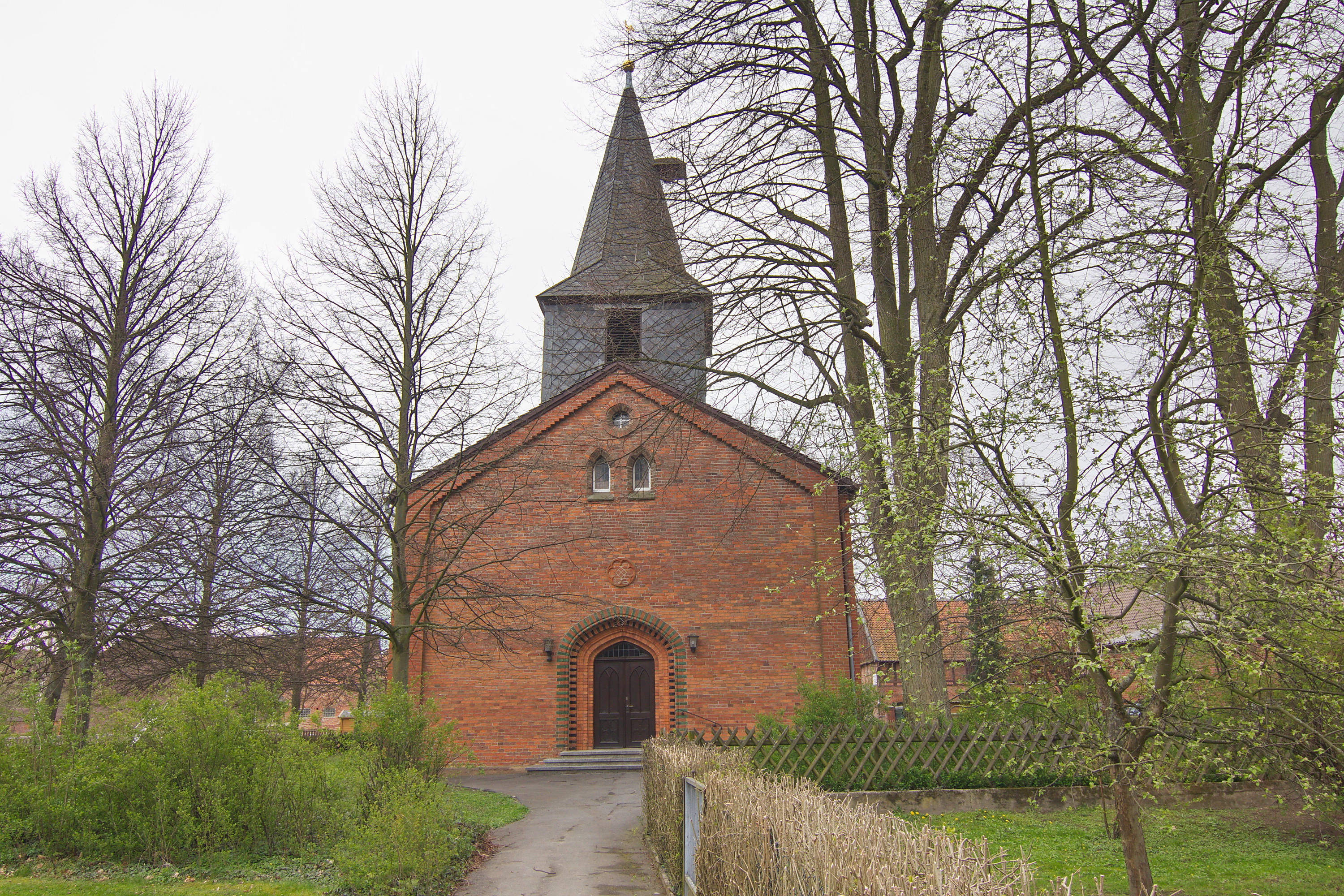
St.-Marien-Kirche
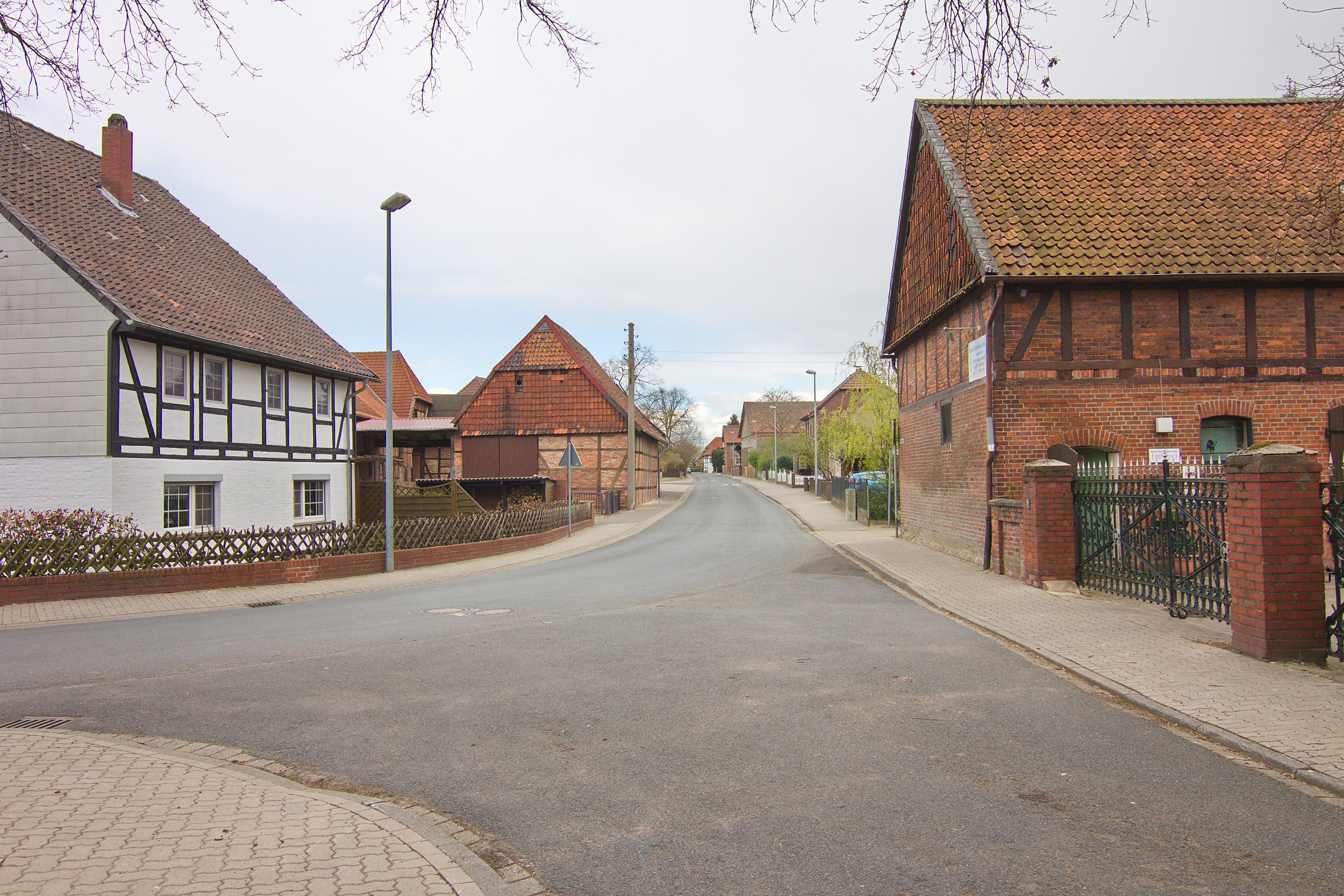
Ortsblick
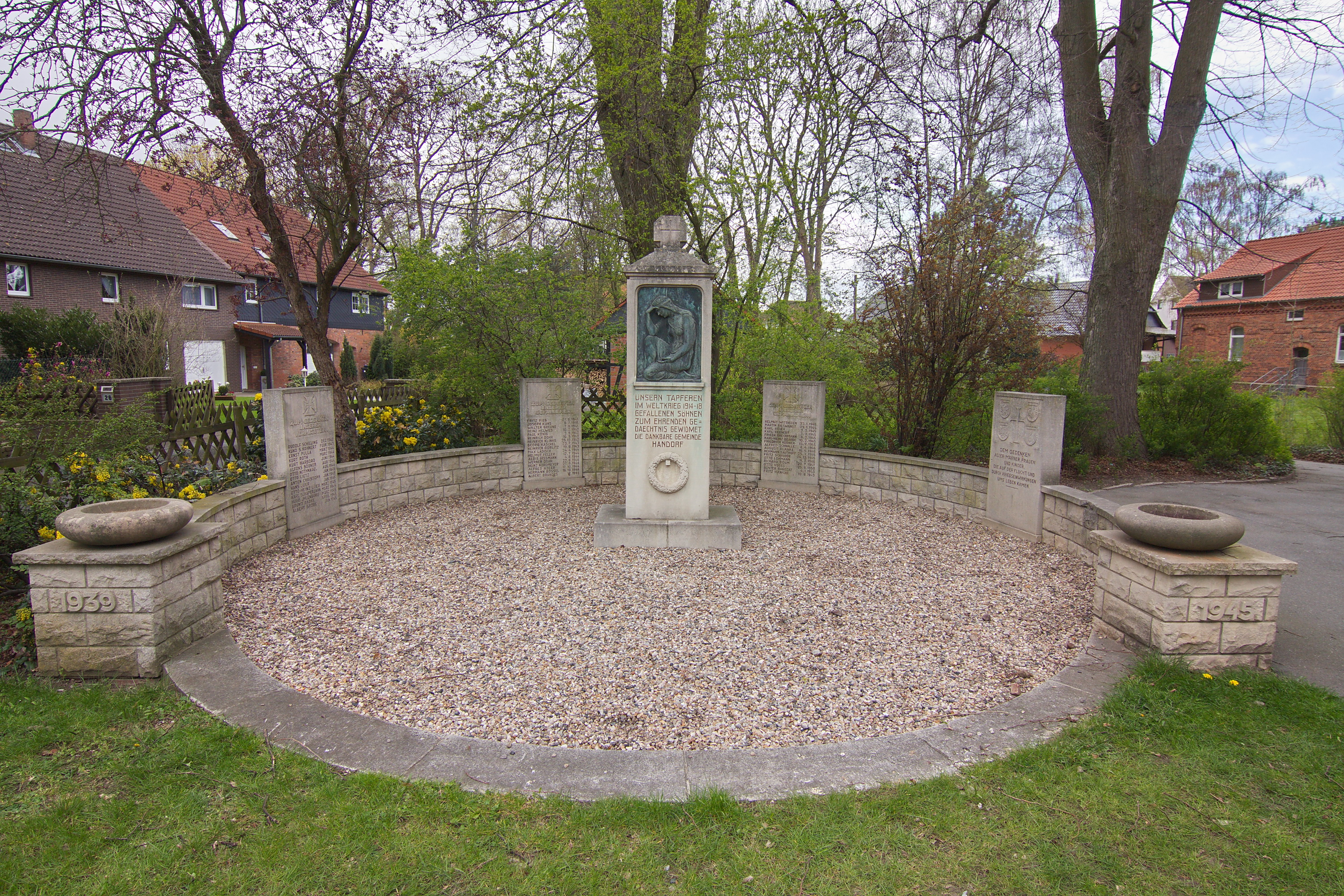
Kriegerdenkmal

## Wirtschaft und Infrastruktur
In der Handorfer Gemarkung werden vorrangig Weizen, Gerste, Mais und Rüben angebaut. Auch intensive Weidewirtschaft kann parallel betrieben werden. Wobei die Weideböden in der Fuhseniederung östlich des Ortes an manchen Wochen im Jahr teilweise zu nass sind. In der trockenen Zeit kann hier jedoch ohne viel Düngereinsatz eine ertragreiche Heu-/Silageernte eingefahren werden.
Das Gebilde aus etwa sechs kleineren und größeren Kiesteichen, die teilweise schon länger renaturiert sind, ist ein Angel- und Surfrevier, welches auch vielfach zur Naherholung genutzt wird.